# Ufa-Lehrschau
Ufa-Lehrschau hieß das von der Universum Film AG (Ufa) eingerichtete erste Filminstitut Deutschlands.

## Geschichte
Die Notwendigkeit der Einrichtung eines Instituts für Film bzw. Filmwissenschaft wurde unter Publizistikwissenschaftlern in Deutschland bereits seit den frühen 1930er Jahren diskutiert. 1932/33 gab der Generaldirektor der Ufa, Ludwig Klitzsch, bei seinem Verleihchef Oskar Kalbus und dem Greifswalder Publizistikwissenschaftler Hans Traub eine Studie in Auftrag, die später den Titel „Wege zu einem Deutschen Institut für Filmkunde“ trug.
Im April 1935 tagte in Berlin der internationale Filmkongress; seine Teilnehmer besichtigten auch die Universum-Film A.-G. Zu diesem Ereignis hatte man eine Informationsausstellung über alle Arbeitsgebiete des Filmschaffens veranstaltet. Der Generaldirektor der Universum Film AG (Ufa), Ludwig Klitzsch, präsentierte die Ausstellung am 28. April 1935 den Teilnehmenden des Internationalen Filmkongresses und kündigte sie als künftige Lehrschau an.
Ein Jahr nach der Gründung des Berliner Reichsfilmarchivs wurde aus dem Plan Wirklichkeit. Als Standort des ersten deutschen Filminstituts wurde das Filmgelände der Ufa in Potsdam-Babelsberg ausgewählt. Die Studio-Stadt Babelsberg bildete damals das Zentrum der deutschen Filmindustrie. Der filmkünstlerische Nachwuchs sollte hier die Möglichkeit erhalten, in dem neuen Institut eine theoretische und gleich nebenan in den Studios eine praktische Ausbildung zu erfahren. Die Möglichkeit der ideologischen Kontrolle über den Nachwuchs und das Medium hatten die dem nationalsozialistischen Regime ergebenen Planer von vornherein vorgesehen.
Das Institut, das den Namen „Ufa-Lehrschau“ erhielt und dessen Gründung und Leitung Hans Traub übernahm, wurde am 31. Januar 1936 eröffnet und diente fortan als „Renommierobjekt und Bildungsstätte“ des NS-Films. Es umfasste zunächst nur eine Dauerausstellung und ein Produktionsarchiv. Die Ausstellung zeigte Exponate zu den Themen Filmgeschichte, Filmwirtschaft, Filmproduktion und Filmtechnik. Im Archiv wurde alles gesammelt, was mit Film zu tun hat, z. B. Drehbücher, Patentschriften, Dekorationsentwürfe, Musik und Werbung. 1937 wurde darüber hinaus eine Filmbibliothek eröffnet, in der Hanns Wilhelm Lavies unter Traubs Aufsicht eine erste umfassende Bibliografie „Das deutsche Filmschrifttum“ erstellte. 1938/39 wurde die Lehrschau um verschiedene Sammlungen ergänzt und ein Jahr später kam ein Auswertungsarchiv hinzu, in dem Filmmaterial gesammelt wurde, das für andere Filme eventuell noch einmal verwendbar war. Daneben gab die Ufa-Lehrschau auch umfangreiches Filmschrifttum heraus.
Die Sammlungen der Ufa-Lehrschau gingen im Verlaufe des Zweiten Weltkrieges schließlich verloren bzw. wurden in alle Winde verstreut. Ein Teil der Bestände ist durch die Sammeltätigkeit von Hanns Wilhelm Lavies jedoch vermutlich im Archiv des Deutschen Filmarchivs (DIF) aufgegangen.